# الفن والعمارة الميروفنجية

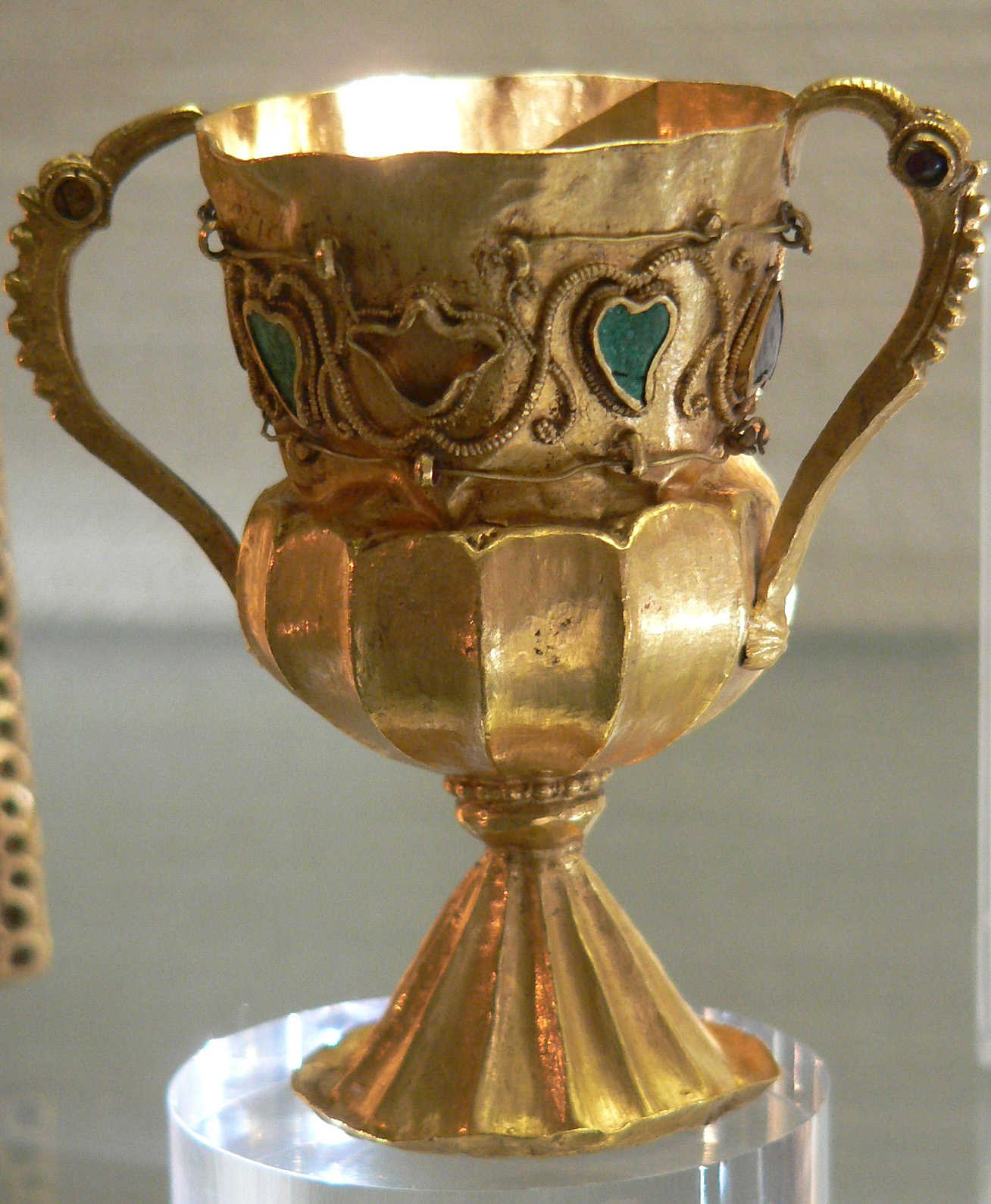
كأس ذهبية من كنوز غوردون

الفن الميروفنجي هو فن سلالة الميروفنجيين من الفرنجة، والذي استمر من القرن الخامس إلى القرن الثامن في فرنسا الحالية، ودول البنلوكس، وجزء من ألمانيا. أدى ظهور سلالة الميروفنجيين في بلاد الغال في القرن الخامس إلى تغييرات مهمة في مجال الفنون، حيث تراجع فن النحت ليصبح أكثر بقليل من تقنية بسيطة لزخرفة النواويس والمذابح والأثاث الكنسي، ومن ناحية أخرى، فإن الأعمال الذهبية والوسط الجديد لتذهيب المخطوطات قد أدرجا نوعًا من الزخارف «البربرية» بطراز حيواني، مع زخارف أثرية من العصور القديمة المتأخرة، ومساهمات أخرى من سوريا أو أيرلندا شكلت الفن الميروفنجي.

## العمارة
توافق توحيد مملكة الفرنجة في عهد كلوفيس الأول (465 - 511) وخلفائه مع الحاجة إلى بناء الكنائس، وخاصة كنائس الأديرة، حيث كانت هذه الآن هي مراكز القوة للكنيسة الميروفنجية. غالبًا ما اتبعت خطط البناء تقاليد مباني البازيليكا الرومانية، ولكنها أخذت أيضًا تأثيرات من أماكن بعيدة مثل سوريا وأرمينيا. كانت معظم المباني في الشرق من الأخشاب، ولكن الحجر كان أكثر شيوعًا للمباني المهمة في الغرب وفي المناطق الجنوبية التي وقعت لاحقًا تحت سيطرة الميروفنجيين. أعيد بناء معظم الكنائس الكبرى، أكثر من مرة عادةً، ولكن أعيد تكوين العديد من خطط الميروفنجيين بواسطة علم الآثار. وصف الأسقف غريغوري التورسي في كتابه «تاريخ الفرنجة» بازيليكا القديس مارتن، التي بُنيت في تورس بواسطة القديس بيربيتو (أسقف من عام 460 وحتى 490) في بداية الفترة وعلى حافة أراضي الفرنجة حينها، وقد أعطى هذا الوصف سببًا للندم على اختفاء هذا المبنى الذي كان واحدًا من أجمل كنائس الميروفنجيين. يقول غريغوري التورسي أنها احتوت على 120 عمودًا رخاميًا، وأبراجًا في الطرف الشرقي، والكثير من الفسيفساء: «عرض القديس مارتن التركيز العامودي، والجمع بين الوحدات التي تشكل مساحة داخلية معقدة والصورة الخارجية الغنية المقابلة لها، والتي تعين لها أن تكون من العلامات المميزة للرومانسكية». كانت إحدى سمات كنيسة القديس مارتن التي أصبحت سمة مميزة للهندسة المعمارية لكنيسة الفرنجة هي تابوت أو صندوق القديس المرفوع ليصبح مرئيًا والموضوع محوريًا خلف المذبح، وأحيانًا في الحنية. لا توجد سوابق رومانية لهذا الابتكار الفرنجي. كنيسة القديس بطرس في فيينا هي الكنيسة الوحيدة الباقية. يوصف عدد من المباني الأخرى المفقودة الآن بأنها كانت مزخرفة بالمثل، بما في ذلك القواعد الميروفنجية لسان دوني، وبازيليكا القديس جيريون في كولونيا، وكنيسة دير القديس جيرمن دي بري.
بعض المباني الصغيرة لا تزال قائمة، لاسيما المعموديات التي سقطت أهميتها ولم يكن هنالك حاجة لإعادة بنائها. هنالك ثلاث معموديات ثُمانية في آكس أون بروفانس، وريز، وفريجوس، كل منها مغطى بقبة على أعمدة، وتُعد شهادة على تأثير العمارة الشرقية (معمودية ريز في ألب البروفنس العليا تشبه معمودية القديس جورج في ازرع بسوريا). تختلف معمودية القديس جان في بواتييه (القرن السادس الميلادي) اختلافًا كبيرًا عن المعموديات البروفنسالية، حيث تتميز بشكل مستطيل محاط بثلاثة محاريب، ذلك على نقيض المعمودية ذات شكل الحلية الرباعية الموجودة في فينسك. على الأرجح أن المبنى الأصلي لمعمودية القديس جان قد خضع لعدد من التعديلات، ولكنه يحتفظ في زخرفته (تيجان الأعمدة الرخامية) بطابع ميروفنجي.
من بين العديد من السراديب، التي كانت عديدة بسبب أهمية طائفة القديسين في ذلك الوقت، لم يبق سوى تلك الخاصة بالقديس سورن في بوردو، والقديس لوران في غرونوبل، وكنيسة دير جوار (القرن السابع).